# Bayrampaşa
Bayrampaşa és un districte d'Istanbul, Turquia, situat en la part europea de la ciutat.

## Història
Antigament era conegut amb el nom de Sağmalcılar, fins que el 1970 es va produir un brot de còlera, causat per la contaminació per part dels nous edificis i les fàbriques del sistema de subministrament d'aigua construït durant l'Imperi Otomà. Aquest fet va portar a mantenir el districte en quarantena. Després d'aquest incident, el nom de Sağmalcılar es relacionava amb el còlera, per la qual cosa es va decidir canviar el nom pel de Bayrampaşa. Actualment, gairebé no queden restes del sistema de subministrament d'aigua otomà, construït per Mimar Sinan.

## Bayrampaşa en l'actualitat
La població de Bayrampaşa està composta majoritàriament d'immigrants de Rumèlia i d'Anatòlia. Els edificis són de baixa qualitat; a més, existeixen tallers i petites fàbriques als carrers residencials, i grans zones del districte són principalment industrials.
Existeixen diferents edificis públics importants: la presó més gran d'Istanbul (que ara és buida), dos poliesportius de grandària important i l'estació d'autobusos (que, encara que és a Bayrampaşa, es diu estació d'Esenler). Bayrampaşa es troba en l'antiga ruta entre Tràcia i altres vies principals. A més, existeix una línia de tren lleuger que creua el districte.
Bayrampaşa és conegut per les carxofes que es conreaven en el passat. Encara que en l'actualitat ja no es conrea, ha donat nom a una varietat de carxofa de Turquia. També existeix una estàtua amb la forma de la flor en el centre del districte.

## Demografia
| Any      | 1990    | 1997    | 2000    | 2007    |
| Població | 212.670 | 240.427 | 246.692 | 272.196 |
| -------- | ------- | ------- | ------- | ------- |

## Mahalleler
Altıntepsi  ·  Cevatpaşa  ·  İsmetpaşa  ·  Kartaltepe  ·  Kocatepe  ·  Muratpaşa  ·  Orta  ·  Terazidere  ·  Vatan  ·  Yenidoğan  ·  Yıldırım